# زامحيات
الزامحيات (الاسم العلمي: Schizophyllaceae)، فصيلة فطريات من رتبة الغاريقونيات. تحتوي الفصيلة على جنسين وسبعة أنواع. تسبب أنواعه تعفن أبيض في الأخشاب الصلبة. العضو الأكثر شيوعًا في جنس زامح هو زامح شائع، وهو فطر ينتشر على نطاق واسع. يبدو في مظهرة مثل فطر المحار، ولكن يبلغ حجمه خمس فطر المحار.